# Bivacco Costanzi
Bivacco Pra Castron – “Claudio Costanzi” oder nur Bivacchio Costanzi ist eine Biwakschachtel im nördlichen Bereich der Brentagruppe im Trentino. Sie gehört der Società degli Alpinisti Tridentini (SAT) und verfügt über zwölf Schlafplätze.

## Beschreibung
Die Biwakhütte liegt auf einer Höhe von 2365 m s.l.m. in der Nordkette der Brenta an der westlichen Flanke des Sasso Rosso (2645 m). Sie wurde auf einer weitläufigen Wiesenfläche, dem sogenannten Pra Castron, westlich des gleichnamigen Überganges (2502 m) errichtet. Die einfache Holzhütte wurde 1985 von der Sektion Dimaro der SAT erbaut und ist dem unweit an der Cima Nana (2572 m) verunglückten Bergsteiger Claudio Costanzi Albassini gewidmet, nach dem auch der naheliegende Klettersteig benannt ist. Nur wenige Gehminuten von der mit Tisch, Bänken, Stockbetten und Matratzenlager ausgestatteten Biwakhütte entfernt, liegt eine Quelle aus der Wasser geschöpft werden kann.

## Zugänge
- Von der Malga Clesera, 1889 m ⊙ über Weg 308, 336, 336A in 3½ Stunden
- Von Folgarida, 1380 m ⊙ über Weg 329B, 329 in 4½ Stunden
- Von Caricato, 776 m ⊙ über Weg 365 in 5 Stunden

## Nachbarhütten und Übergänge
- Zum Bivacco Bonvecchio, 2365 m ⊙ auf Weg 336 (Ferrata Claudio Costanzi) in 3 Stunden
- Zum Rifugio Peller, 2022 m ⊙ auf Weg 336A, 336 (Ferrata Claudio Costanzi) in 3½ Stunden
- Zum Tovelsee, 1117 m ⊙ auf Weg 329, 310, 309 in 3 Stunden 45 Minuten
- Zum Rifugio Graffer, 2261 m ⊙ auf Weg 329, 336 (Ferrata Claudio Costanzi) in 7–8 Stunden